# Куликов Дмитро Олександрович
Дмитро Олександрович Куликов (? — 2022) — майор, льотчик 7 БрТА Збройних сил України, учасник російсько-української війни, що загинув у ході російського вторгнення в Україну у 2022 році.

## Біографія
Народився на сході України. Закінчив Харківський національний університет Повітряних сил імені Івана Кожедуба. Присвятив своє життя військовій авіації.
Протягом років АТО/ООС ніс бойове чергування на оперативних аеродромах і залучався до виконання бойових завдань.
2021 року закінчив Національний університет оборони України імені Івана Черняховського та здобув диплом магістра.
24 серпня 2021 року у складі повітряної колони брав участь у параді з нагоди 30-ї річниці Незалежності України.
24 лютого 2022 року загинув у складі екіпажу разом із Миколою Савчуком під час виконання бойового завдання з вогневого ураження живої сили та техніки противника в районі селища Фарбоване на Київщині.
За час проходження служби у лавах Повітряних сил ЗСУ неодноразово був відзначений відзнаками Міністерства оборони України..

## Нагороди
- Орден «За мужність» III ступеня (2022, посмертно) — ''за особисту мужність і самовіддані дії, виявлені у захисті державного суверенітету та територіальної цілісності України, вірність військовій присязі.
- Медаль за сумлінну службу II та III ступенів, за 20 років сумлінної служби, за 15 років ЗСУ, за учасника АТО ООС.